# 릭소스
릭소스(영어: lyxose)는 5개의 탄소 원자가 포함된 단당류이고, 알데하이드기를 가지고 있는 알도스이며, 화학식은 C5H10O5이다. 릭소스와 자일로스는 2번 탄소(C-2)에서 입체화학적 성질이 다른 에피머이다.
릭소스는 세균의 당지질 구성성분에서 발견되기도 하지만, 보통 자연계에서는 매우 드물게 생성된다.
| D-릭소스의 구조       | D-릭소스의 구조       | D-릭소스의 구조       |
| 골격 구조식           | 하워드 투영식         | 하워드 투영식         |
| --------------------- | --------------------- | --------------------- |
|                       | α-D-릭소푸라노스 <1 % | β-D-릭소푸라노스 <1 % |
| α-D-릭소피라노스 71 % | β-D-릭소피라노스 29 % |                       |

## 같이 보기
- 아라비노스